# Haliplus
Genre
Haliplus est un genre d'insectes coléoptères aquatiques de la famille des Haliplidae.
De nouvelles espèces d'Haliplus ont été régulièrement trouvées dans le monde depuis le milieu du XXe siècle, dont l'une (décrite par Wells en 1989) vivant dans des sources chaudes du Nevada.

## Étymologie
Le nom haliple vient du grec ancien ἁλίπλους (halíplous), qui nage en mer ; bien que ces coléoptères vivent en eau douce.

## Liste d'espèces
Selon Catalogue of Life (31 août 2014) :
- Haliplus allisonae
- Haliplus annulatus
- Haliplus apostolicus
- Haliplus bierigi
- Haliplus blanchardi
- Haliplus borealis
- Haliplus brandeni
- Haliplus canadensis
- Haliplus carinatus
- Haliplus columbiensis
- Haliplus concolor
- Haliplus confluentus
- Haliplus connexus
- Haliplus crassus
- Haliplus cribrarius
- Haliplus cubensis
- Haliplus curtulus
- Haliplus cylindricus
- Haliplus deceptus
- Haliplus distinctus
- Haliplus dorsomaculatus
- Haliplus falli
- Haliplus fasciatus
- Haliplus gracilis
- Haliplus gravidus
- Haliplus havaniensis
- Haliplus hoppingi
- Haliplus immaculicollis
- Haliplus leechi
- Haliplus leopardus
- Haliplus lewsii
- Haliplus longulus
- Haliplus mimeticus
- Haliplus minor
- Haliplus mutchleri
- Haliplus nanus
- Haliplus nitens
- Haliplus ohioensis
- Haliplus oklahomensis
- Haliplus panamanus
- Haliplus pantherinus
- Haliplus pseudofasciatus
- Haliplus punctatus
- Haliplus robertsi
- Haliplus rugosus
- Haliplus salinarius
- Haliplus salmo
- Haliplus solitarius
- Haliplus stagninus
- Haliplus strigatus
- Haliplus subguttatus
- Haliplus tortilipennis
- Haliplus triopsis
- Haliplus tumidus
- Haliplus ungularis
- Haliplus vancouverensis
- Haliplus variomaculatus
- Haliplus wallisi

Selon ITIS (31 août 2014) :
- Haliplus allisonae Brigham
- Haliplus annulatus Roberts, 1913
- Haliplus apostolicus Wallis, 1933
- Haliplus bierigi Guignot, 1936
- Haliplus blanchardi Roberts, 1913
- Haliplus borealis LeConte, 1850
- Haliplus brandeni Wehncke, 1888
- Haliplus canadensis Wallis, 1933
- Haliplus carinatus Guignot, 1936
- Haliplus columbiensis Wallis, 1933
- Haliplus concolor LeConte, 1852
- Haliplus confluentus Roberts, 1913
- Haliplus connexus Matheson, 1912
- Haliplus crassus Chapin, 1930
- Haliplus cribrarius Leconte, 1950
- Haliplus cubensis Chapin, 1930
- Haliplus curtulus Sharp, 1887
- Haliplus cylindricus Roberts, 1913
- Haliplus deceptus Matheson, 1912
- Haliplus distinctus Wallis, 1933
- Haliplus dorsomaculatus Zimmermann, 1924
- Haliplus falli Mank, 1940
- Haliplus fasciatus Aube, 1838
- Haliplus gracilis Roberts, 1913
- Haliplus gravidus Aube, 1836
- Haliplus havaniensis Wehncke, 1880
- Haliplus hoppingi Wallis, 1933
- Haliplus immaculicollis Harris, 1828
- Haliplus leechi Wallis, 1933
- Haliplus leopardus Roberts, 1913
- Haliplus lewsii Crotch, 18733
- Haliplus longulus Leconte, 1950
- Haliplus mimeticus Matheson, 1912
- Haliplus minor Zimmermann, 1924
- Haliplus mutchleri Wallis
- Haliplus nanus Guignot, 1936
- Haliplus nitens LeConte, 1850
- Haliplus ohioensis Wallis, 1933
- Haliplus oklahomensis
- Haliplus panamanus Chapin, 1930
- Haliplus pantherinus Aube, 1938
- Haliplus pseudofasciatus Wallis, 1933
- Haliplus punctatus Aube, 1838
- Haliplus robertsi Zimmermann, 1924
- Haliplus rugosus Roberts, 1913
- Haliplus salinarius Wallis, 1933
- Haliplus salmo Wallis, 1933
- Haliplus solitarius Sharp, 1882
- Haliplus stagninus Leech, 1948
- Haliplus strigatus Roberts, 1913
- Haliplus subguttatus Roberts, 1913
- Haliplus tortilipennis
- Haliplus triopsis Say, 1825
- Haliplus tumidus Leconte, 1880
- Haliplus ungularis Wallis, 1933
- Haliplus vancouverensis Matheson, 1912
- Haliplus variomaculatus Brigham & Sanderson
- Haliplus wallisi

Selon NCBI (30 octobre 2021) :
- Haliplus apicalis
- Haliplus basinotatus
- Haliplus confinis
- Haliplus eremicus
- Haliplus eximius
- Haliplus falli
- Haliplus fasciatus
- Haliplus flavicollis
- Haliplus fluviatilis
- Haliplus fulvicollis
- Haliplus fulvus
- Haliplus furcatus
- Haliplus heydeni
- Haliplus immaculatus
- Haliplus immaculicollis
- Haliplus laminatus
- Haliplus leechi
- Haliplus lineatocollis
- Haliplus lineolatus
- Haliplus longulus
- Haliplus mucronatus
- Haliplus obliquus
- Haliplus ovalis
- Haliplus pantherinus
- Haliplus ruficollis
- Haliplus sibiricus
- Haliplus stagninus
- Haliplus tocumenus
- Haliplus variegatus